# Fissidens wattsii
Fissidens wattsii är en bladmossart som beskrevs av Brotherus 1915. Fissidens wattsii ingår i släktet fickmossor, och familjen Fissidentaceae. Inga underarter finns listade i Catalogue of Life.